# Lotteriefall
Der Lotteriefall beruht auf einer Entscheidung des Bundesgerichtshofs vom 16. Mai 1974. Er wird bis heute in der Juristenausbildung zur Thematik der Reichweite des Rechtsbindungswillens bei unentgeltlich übernommenen Aufträgen herangezogen.

## Sachverhalt
Der Beklagte und die drei Kläger hatten sich zu einer Lottospielgemeinschaft zusammengeschlossen, die jede Woche die gleiche Zahlenkombination tippte. Das Ausfüllen und Abgeben des Lottozettels waren dabei Aufgabe des Beklagten. Ausgerechnet vor einer Ausspielung, im Zuge derer die allwöchentlich getippten Zahlen der Lottospielgemeinschaft gezogen wurden, versäumte der Beklagte das Ausfüllen des Lottozettels. Der Lottospielgemeinschaft entging dadurch ein Gewinn von insgesamt 10.550 DM. Die Kläger verlangten daraufhin vom Beklagten Schadensersatz in anteiliger Höhe.

## Entscheidung des BGH
Der BGH ließ zunächst offen, welche genauen Rechtsbeziehungen (etwa eine Gesellschaft bürgerlichen Rechts) zwischen den Mitgliedern der Lottogemeinschaft bestanden. Er betonte jedoch, dass eine vertragliche Verpflichtung insofern regelmäßig zu bejahen ist, als dass der Tipp-Beauftragte einen Gewinn vereinbarungsgemäß auf die Spielteilnehmer zu verteilen hat und diese wiederum verpflichtet sind, die von ihnen versprochenen Spieleinsätze an den Beauftragten zu leisten.
Fraglich und entscheidend war im vorgelegten Fall jedoch, ob sich die rechtliche Bindung des Beauftragten auch auf das verabredungsgemäße Ausfüllen und Einreichen des Tippscheins erstreckte. Denn um gegen eine dahingehende Pflicht überhaupt verstoßen zu können, hätten diese Aufgaben zunächst Teil des vertraglichen Pflichtenprogramm des Beklagten sein müssen.
Im Ergebnis verneinte der BGH einen entsprechenden Rechtsbindungswillen. Hierzu legte er mangels ausdrücklicher Erklärungen der Beteiligten das Rechtsverhältnis unter Berücksichtigung der Interessenlage beider Parteien nach Treu und Glauben mit Rücksicht auf die Verkehrssitte (§ 157 BGB) aus, nahm also eine Abwägung zwischen den Interessen des Beauftragten und denen der anderen Spielteilnehmer vor.
Der BGH stellte dabei den außerordentlich glücklichen Spielgewinn der Teilnehmer dem hohen, potentiell existenzgefährdenden Schadensersatzrisiko des Beauftragten gegenüber. Niemand würde ein solches Risiko sehenden Auges übernehmen oder einem Mitspieler zumuten wollen. Es entspreche auch nicht dem Charakter einer Lottospielgemeinschaft, die vom Motiv getragen sei, Spannung und Erfolg oder Misserfolg des Spiels gemeinsam zu erleben. Denn auch das Glücksspiel bleibe regelmäßig Spiel, „womit ein rechtlicher Zwang und Schadensersatz, wie er sonst zum Schutz wesentlicher Interessen und Güter notwendig ist, nicht vereinbar wäre“.
Zu beachten ist, dass die vom BGH vorgenommene Interessenabwägung nur für den unentgeltlich handelnden Beauftragten gilt. Führt der Spielbeauftragte das Lottospiel gegen Entgelt oder gar gewerblich durch, entspricht eine rechtliche Verpflichtung hierzu regelmäßig dem Parteiwillen.

## Leitsatz
Amtlicher Leitsatz: „Wer in einer Lottospielgemeinschaft die Lottoscheine ausfüllt und einreicht, übernimmt insoweit in der Regel keine rechtsgeschäftliche Verpflichtung.“